# 池田蘆洲
池田 蘆洲（いけだ ろしゅう、1864年（元治元年6月19日） - 1933年（昭和8年）1月24日）は、明治時代から昭和時代初期の漢学者。大坂の人。名は胤（いん）。通称は四郎次郎で蘆洲と号した。二松学舎専門学校、国学院大学教授。主著に『故事熟語大辞典』『日本芸林叢書』『定本史記補注』など。

## 来歴
坂本葵園、近藤元粋に師事し、東京に出て三島中洲にまなび陽明学を主とし、三島の創立した二松学舎専門学校で教授、理事をつとめ、のちに国学院大学の教授となる。編著には、未完に終わった『史記補注』130巻のほか、『日本詩話叢書(そうしょ)』10冊、『日本芸林叢書』12巻を編集し近世学芸の史料編集で知られる。とくに『故事熟語大辞典』（1909年初版）は、その後改定を加えて畢生の業となったが、典拠を明示した類書の濫觴として高く評価されている。

## 編著書
- 『文章軌範纂語字類 1』（池田蘆洲 編）浜本伊三郎、1885年。
- 『文章軌範纂語字類 2』（池田蘆洲 編）浜本伊三郎、1885年。
- 『文章軌範纂語字類 3』（池田蘆洲 編）浜本伊三郎、1885年。
- 『文章軌範纂語字類 4』（池田蘆洲 編）浜本伊三郎、1885年。

日本芸林叢書（池田四郎次郎・浜野知三郎・三村清三郎 編）
- 『日本芸林叢書 第1巻』六合館、1928年。
  - 『日本芸林叢書 第1巻』鳳出版、1972年。
- 『日本芸林叢書 第2巻』六合館、1927年。
  - 『日本芸林叢書 第2巻』鳳出版、1972年。
- 『日本芸林叢書 第3巻』六合館、1928年。
  - 『日本芸林叢書 第3巻』鳳出版、1972年。
- 『日本芸林叢書 第4巻』六合館、1928年。
  - 『日本芸林叢書 第4巻』鳳出版、1972年。
- 『日本芸林叢書 第5巻』六合館、1928年。
  - 『日本芸林叢書 第5巻』鳳出版、1972年。
- 『日本芸林叢書 第6巻』六合館、1927年。
  - 『日本芸林叢書 第6巻』鳳出版、1972年。
- 『日本芸林叢書 第7巻』六合館、1928年。
  - 『日本芸林叢書 第7巻』鳳出版、1972年。
- 『日本芸林叢書 第8巻』六合館、1928年。
  - 『日本芸林叢書 第8巻』鳳出版、1972年。
- 『日本芸林叢書 第9巻』六合館、1929年。
  - 『日本芸林叢書 第9巻』鳳出版、1972年。
- 『日本芸林叢書 第10巻』六合館、1928年。
  - 『日本芸林叢書 第10巻』鳳出版、1972年。
- 『日本芸林叢書 第11巻』六合館、1929年。
  - 『日本芸林叢書 第11巻』鳳出版、1972年。
- 『日本芸林叢書 第12巻』六合館、1929年。
  - 『日本芸林叢書 第12巻』鳳出版、1972年。

日本詩話叢書（池田四郎次郎 編）
- 『日本詩話叢書 第1巻』文会堂書店、1920年。
  - 『日本詩話叢書 第1巻』鳳出版、1972年。
- 『日本詩話叢書 第2巻』文会堂書店、1920年。
  - 『日本詩話叢書 第2巻』鳳出版、1972年。
- 『日本詩話叢書 第3巻』文会堂書店、1920年。
  - 『日本詩話叢書 第3巻』鳳出版、1972年。
- 『日本詩話叢書 第4巻』文会堂書店、1920年。
  - 『日本詩話叢書 第4巻』鳳出版、1972年。
- 『日本詩話叢書 第5巻』文会堂書店、1920年。
  - 『日本詩話叢書 第5巻』鳳出版、1972年。
- 『日本詩話叢書 第6巻』文会堂書店、1920年。
  - 『日本詩話叢書 第6巻』鳳出版、1972年。
- 『日本詩話叢書 第7巻』文会堂書店、1920年。
  - 『日本詩話叢書 第7巻』鳳出版、1972年。
- 『日本詩話叢書 第8巻』文会堂書店、1920年。
  - 『日本詩話叢書 第8巻』鳳出版、1972年。
- 『日本詩話叢書 第9巻』文会堂書店、1920年。
  - 『日本詩話叢書 第9巻』鳳出版、1972年。
- 『日本詩話叢書 第10巻』文会堂書店、1920年。
  - 『日本詩話叢書 第10巻』鳳出版、1972年。

校註 史記読本
- 『校註 史記読本 第1冊』益友社、1893年。
- 『校註 史記読本 第2冊』益友社、1893年。
- 『校註 史記読本 第3冊』益友社、1893年。
- 『校註 史記読本 第4冊』益友社、1893年。
- 『校註 史記読本 第５冊』益友社、1894年。

定本史記補注 130巻（未完）
- 『史記補注 上編 (本紀・世家)』明徳出版社、1972年10月。
- 『史記補注 下編 (列伝)』明徳出版社、1975年10月。

故事熟語大辞典（池田四郎次郎 編）
- 『故事熟語大辞典』（93版）宝文館、1943年。
  - 『故事熟語大辞典（縮刷版）』東京宝文館、1925年。
  - 『故事熟語大辞典』日本図書センター、1981年。
- 『日本外史論文講義』池田蘆洲。
- 『纂評 日本外史論文箋註』修省書院、1917年。
- 『ポケット唐詩選詳解講義』金刺芳流堂、1911年。

蘆洲遺稿
- 『蘆洲遺稿 上』池田勝雄、1934年。
- 『蘆洲遺稿 中』池田勝雄、1934年。
- 『蘆洲遺稿 下』池田勝雄、1934年。